# Вопросы истории естествознания и техники
Вопро́сы исто́рии естествозна́ния и те́хники, (ВИЕТ, VIET) — российский ежеквартальный научный журнал РАН по истории науки и техники, периодическое издание в области истории науки в СССР и России. Редакционная коллегия находится в Институте истории естествознания и техники им. С. И. Вавилова РАН (ИИЕТ).

## Описание
Журнал выходит ежеквартально и распространяется по подписке, в 1980-е годы отдельные номера поступали в открытую продажу.
В журнале публикуются оригинальные статьи российских и переводы работ иностранных историков науки и техники, документы по истории науки и воспоминания ученых, рецензии на книги и информация о новостях профессии (в том числе, краткие аннотации диссертаций по специальности 07.00.10 — история науки и техники). Публикует материалы об истории научной мысли, биографии известных ученых, рецензии на статьи и монографии.
В настоящее время учредители журнала: Российская академия наук и ИИЕТ РАН, журнал издается под руководством Президиума РАН.
Основные рубрики:
- Общие проблемы истории естествознания и техники,
- Из истории естествознания,
- Социальная история науки,
- Из истории техники,
- Уроки истории,
- Материалы к биографиям ученых и инженеров,
- Институты и музеи,
- Источники по истории науки и техники.

А также:
- Книжное обозрение
- Научная жизнь
- Календарь юбилейных дат
- Некрологи
- Диссертации
- и прочие разделы

Журнал включён в:
- Список научных журналов ВАК Минобрнауки России (ВАКовский журнал).
- Российский индекс научного цитирования (РИНЦ)[3].

## История
С 1956 года ИИЕТ выпускал сборники «Вопросы истории естествознания и техники», не имевшие строгой периодичности (к 1979 году было опубликовано 68 выпусков).
В виде журнала ВИЕТ начал издаваться с 1980 года. Журнал рецензируется, входит в Перечень ВАК для опубликования работ соискателей ученых степеней.
Годы учёта статей журнала в системе наукомерии Scopus: 1980—1985, 1987, 1989—1990, 2001—2002. В настоящее время охват в Scopus прекращён
До 2018 года публиковался издательством Наука.

## Редакционная коллегия

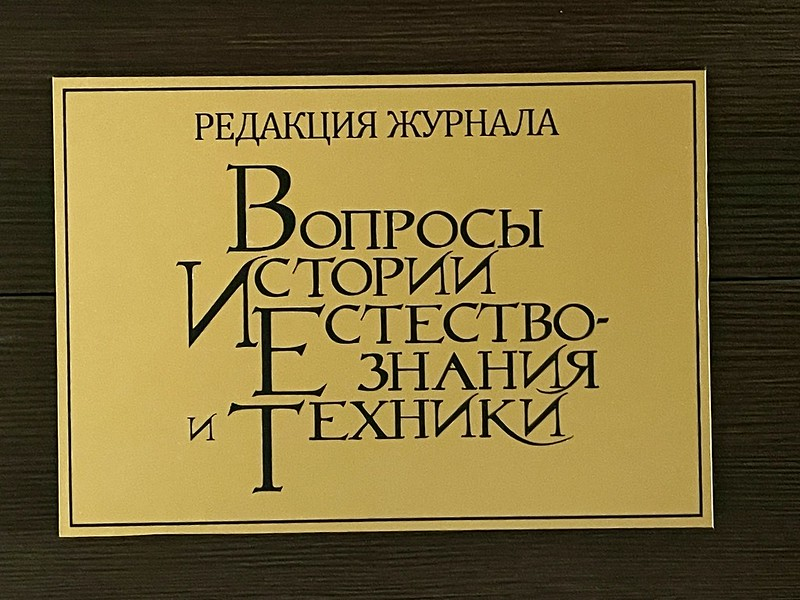
ВИЕТ в ИИЕТ РАН

В состав редколлегии входят: к.соц.н. Н. А. Ащеулова, член-корр. РАН Ю. М. Батурин, к.ф.-м.н. Д. А. Баюк (зам. главного редактора), д.б.н. О. П. Белозеров (зам. главного редактора), к.г.-м.н. З. А. Бессуднова, д.и.н. О. А. Валькова, Дж. Ванг (Канада), к.б.н. Е. А. Ванисова (отв. секретарь), д.ф.-м.н. Вл. П. Визгин, Д. Винер (США), д.ф.-м.н. С. С. Демидов, П. Джозефсон (США), д.х.н. И. С. Дмитриев, акад. Ю. А. Золотов, д.и.н. К. В. Иванов, д.и.н. С. С. Илизаров, к.ф.м.-н. А. Б. Кожевников (Канада), д.филос.н. Н. И. Кузнецова, Л. Мазлиак (Франция), акад. Ю. В. Наточин, М. Рентетци (Германия), А. Сиддики (США), д.ф.-м.н. Г. И. Синкевич, д.и.н. В. Г. Смирнов, Дж. Смит (Франция), к.т. н. Д. А. Соболев, Чжан Байчун (Китай), д.г.н. В. А. Широкова, к.т. н. Д. Ю. Щербинин, М. Эли (Франция), д.и.н. Т. И. Юсупова.
Главные редакторы по году назначения
Периодический сборник:
- 1956 — д.филос.н. И. В. Кузнецов
- 1956 — д.х.н. Н. А. Фигуровский
- 1964 — д.филос.н. Б. Г. Кузнецов
- 1965 — к.т. н. С. Я. Плоткин

Журнал ВИЕТ:
- 1980 — член-корр. АН СССР С. Р. Микулинский
- 1987 — член-корр. РАН Б. Г. Юдин
- 1989 — д.филос.н. Б. И. Козлов
- 1996 — д.э.н. В. М. Орёл[7]
- 2015 — член-корр. РАН Ю. М. Батурин (и. о.)
- 2018 — д.ю.н. С. М. Шахрай.
- 2021 — д.и.н. Р. А. Фандо.